# 印象派 (さだまさしのアルバム)
『印象派』（いんしょうは）は、シンガーソングライターさだまさしの1980年10月10日発表のソロ5枚目のオリジナル・アルバムである。

## 概要
ソロデビュー以来、前作『夢供養』まで共同プロデュースおよびアレンジを手がけてきた渡辺俊幸がアメリカに留学したため、グレープ時代からさだと親交のある服部克久をプロデューサーに迎えて制作された。

## ライナーノーツ
LPとして発売された当時のライナーノーツは非常に凝った作りとなっていた。片面印刷仕様で、1曲につき1枚が割り当てられ、歌詩とさだ自身による解説文、および楽譜が掲載された。それとは他にアルバム全体を総括する解説文に3枚（さだの文章が1枚半、残りは服部克久やディレクターの川又明博、レコーディング・エンジニアの山下有次らが執筆）を割いていた。
後にCD化される際には、ワーナーミュージック盤では歌詩のみの収録となった。テイチク盤は「ライナーノーツ完全収録」をうたっていたが、楽曲ごとの解説文が収録されるのみで総括解説は省略され、1曲1枚のレイアウトも再現されなかった。

## 収録曲

### LP / CT
| 全作詞・作曲: さだまさし、全編曲: 服部克久。 |                                           |            |            |      |
| #                                            | タイトル                                  | 作詞       | 作曲・編曲 | 時間 |
| 1.                                           | 「距離 (ディスタンス)」                   | さだまさし | さだまさし | 5:32 |
| 2.                                           | 「検察側の証人」                          | さだまさし | さだまさし | 6:23 |
| 3.                                           | 「聖野菜祭 (セント・ヴェジタブル・デイ)」 | さだまさし | さだまさし | 4:38 |
| 4.                                           | 「みるくは風になった」                    | さだまさし | さだまさし | 7:51 |
| 合計時間:                                    | 合計時間:                                 | 24:24      |            |      |

| 全作詞・作曲: さだまさし、全編曲: 服部克久。 |                                 |            |            |      |
| #                                            | タイトル                        | 作詞       | 作曲・編曲 | 時間 |
| 1.                                           | 「たずねびと」                  | さだまさし | さだまさし | 4:37 |
| 2.                                           | 「推理小説 (ミステリー)」       | さだまさし | さだまさし | 4:00 |
| 3.                                           | 「0-15 (ラヴ・フィフティーン)」 | さだまさし | さだまさし | 5:46 |
| 4.                                           | 「神話」                        | さだまさし | さだまさし | 5:20 |
| 5.                                           | 「博物館」                      | さだまさし | さだまさし | 6:02 |
| 合計時間:                                    | 合計時間:                       | 25:45      |            |      |

### アナログA面
1. 距離 (ディスタンス)
都会で暮らす主人公が、雑踏の中で故郷に残してきた恋人を思う作品。13歳で上京したさだにとって「都会と故郷」は永遠のテーマである。
2. 検察側の証人
芥川龍之介の『藪の中』を模範にした楽曲（歌詩が「藪の中」で終わる）。破局を迎えた男女について、周囲の人間3人がその理由を語るが、それぞれ言っていることが全く違うという内容である。3人の証言者の違いを表現するため電気的なエフェクトで声質を変えレコーディングされている。タイトルはアガサ・クリスティの同名小説から。翌年のアルバム『うつろひ』に、アンサーソングにあたる「第三者」が収録された。
3. 聖野菜祭 (セント・ヴェジタブル・デイ)
地下資源が枯渇し、生鮮食品（特に生野菜）が通貨として用いられるようになった未来社会における身分違いの恋を描いたSF的な作品。イントロ部分に映画『未知との遭遇』の音楽の一部が採られている。ライナーノートは未来社会の設定になっている。
エンディングの途中で、「伝説上のものとされていたアメリカ大陸の遺跡が発見された」という臨時ニュースが流れる。アナウンサー役を演じたのは、かつて「朝刊」のイントロ（ただしシングル盤ではなくアルバム『コミュニケーション』収録のヴァージョン）でも交通情報を読んだ文化放送の田中秋夫である。また、イントロの一部に「朝刊」のイントロのメロディが引用されている。この作品と「朝刊」系列の作品は、当時「ラジオで流すと作品中のニュースの部分が実際の臨時ニュースと紛らわしい」という理由で、日本民間放送連盟から要注意歌謡曲指定制度によって不適当な個所を削除または改訂すればよいとするCランク指定を制度が失効する1988年まで受け続けた[1]。
4. みるくは風になった
交通事故死した実在の女性への鎮魂歌。「みるく」こと相沢玲子は、さだが『風見鶏』レコーディングのために渡米した際に案内役を務めた留学生で、帰国後もさだや渡辺俊幸らと親交があり、妹の玲子と同じ名前であったこともあって、さだにとって妹のような存在であった。

### アナログB面
1. たずねびと
カフェバーを舞台にした作品。別れた彼氏を想いながら、今の自分の境遇に思いを耽る。
2. 推理小説 (ミステリー)
別れを予感する男女の駆け引きを推理小説を読むことになぞらえた作品。
3. 0-15 (ラヴ・フィフティーン)
さだがラジオ番組のパーソナリティとして葉書を読んでいるという設定の台詞の合間に、葉書の送り主の心情を描いた「リクエストのバラード」と、番組中で流された曲という設定の「素敵なTennis Boy」が挿入されているという実験的な作品。「素敵なTennis Boy」の演奏者は「さらまわしとザ・スチャラカバンド」という設定である。葉書の送り主の名前はさだのコンサート・スタッフの一人から取ったもの。「素敵なTennis Boy」はさだには珍しいディキシーランドジャズ・スタイルの作品である。
4. 神話
さだのギター弾き語り。ライナーノーツには、ただ1行「何年振りかで、情念だけの歌を作りました」とのみ書かれている。
5. 博物館
記憶を博物館の陳列物になぞらえた作品。後にさだは「30にもならない若造のくせに年寄りくさい歌を作ったもんだ」と語っている。

- すべて作詩・作曲：さだまさし、編曲：服部克久（「神話」のみ編曲者のクレジット無し）